# Bachs blomstermedicin

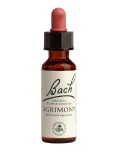
Bachs blomstermedicin.

Bachs blomstermedicin är en uppsättning medel för aromterapi utvecklade på 1930-talet av den engelske homeopaten Edward Bach.
Vid undersökningar av blomstermedicinen har det inte hittats något stöd för de påstådda effekterna utöver placebo (placebo innebär att den enda påvisbara effekten är en så kallad förväntanseffekt, behandlingsverkan som inte beror på verkande beståndsdelar utan på patientens egna förväntningar).
Försäljarna hävdar att de främjar helande genom att förbättra sinnestillstånd via en okänd process.
Medlen kan säljas under namn som Dr. Bach blomsterdroppar, Dr. Bach blomsterterapi eller Dr. Bach blomessenser.

## Beskrivning
Utövarna har skapat 38 sorters blomvätskor där var och en sägs kunna vända ett negativt känslomässingt tillstånd. Blomvätska ska drickas.
Blomvätska innehåller en mycket liten mängd blommaterial i en 50:50 lösning av vatten och konjak. Eftersom vätskan är extremt utspädda, har de ingen smak eller doft från växten. Försäljare och tillverkare hävdar att blomvätska innehåller egenskaper från blomman och att detta överförs till användaren via en ospecificerad mekanism. Trots att Bachs blomvätska ofta förknippas med homeopati, följer tillverkningen av blomvätska inte homeopatiska ritualer som att späda och skaka.
Den mest kända blomsterdroppskombinationen är Rescue Remedy, också kallad "akutdroppar". Rescue Remedy innehåller lika mycket av var och en av Rock Rose, Impatiens, Klematis, Star of Bethlehem och Cherry Plum.
Produkten påstås behandla upprörda känslotillstånd. Rescue Remedy är ett varumärke, och andra företag producerar samma formel under andra namn, till exempel Five Flower Remedy .
Rescue Cream innehåller samma blomvätska men i krämform, med tillägg av Crab Apple, den enda av sorterna som smetas på huden.[källa behövs]

## Vetenskapliga omdömen
Två systematiska undersökningar av kliniska prövningar av blomsterdropparna hittade inget stöd för de påstådda effekterna utöver placebo.